# Roslyn (Washington)
Roslyn é uma cidade localizada no estado norte-americano de Washington, no Condado de Kittitas.

## Demografia
Segundo o censo norte-americano de 2000, a sua população era de 1017 habitantes.
Em 2006, foi estimada uma população de 980, um decréscimo de 37 (-3.6%).

## Geografia
De acordo com o United States Census Bureau tem uma área de
12,4 km², dos quais 12,4 km² cobertos por terra e 0,0 km² cobertos por água.

## Localidades na vizinhança
O diagrama seguinte representa as localidades num raio de 32 km ao redor de Roslyn.